# Josep Maria Ballvé i Freixa
Josep Maria Ballvé i Freixa (Reus, Baix Camp - Barcelona, febrer de 1921) fou un pedagog, compositor i mestre de capella.

## Biografia
Es formà musicalment a l'Escolania de Montserrat on va estudiar cant i piano, instrument amb el que va començar a impartir classes des de molt jove; entre els seus alumnes tingué en Joan Antoni Hava (a la dècada del 1880).
Més endavant però, es traslladà a Barcelona, on impartí classes de solfeig i piano a les Escoles Pies (des de l'any 1893 fins al 1916). Va compondre la música per a algunes de les obres teatrals infantils que escrigué l'escolapi Lluís Falguera i Jutglà i que representaven els alumnes de l'Escola Pia de Sarrià.
Fou organista i mestre de capella a l'església de la Mare de Déu de la Bonanova fins al 1901. Més endavant, tocà l'orgue i dirigí l'escolania de l'església parroquial de Santa Anna (1907), al barri Gòtic de Barcelona.
A Catalunya, durant el s.XIX i XX, es podien trobar sovint concerts en les cafeteries de les ciutats. En aquestes sessions s'oferia la música més o menys de moda en un entorn diferent al dels concerts formals. Ballvé, entre el 1887 i el 1893, formà part del conjunt musical que tocava al cafè Novedades de Barcelona (Passeig de Gràcia), conjuntament amb Egisto Álvaro Ciofi (violinista), Josep Garcia i Jacot (Violoncel) i Salvador Sala (pianista). Al Novedades, segons les èpoques també hi tocaren; Manuel Dordal (piano), Domènec Sánchez Deyà (violí), José Navarro (viola) i Ricardo Giménez (violí)
L’any 1901 es fundà l’associació Wagneriana, la primera entitat associativa catalana no coral. Aquesta entitat nasqué de la fascinació que hi havia a Catalunya entorn de la teologia wagneriana. Josep Mª Ballvé, sent un dels iniciadors de la idea, va esdevenir un dels socis honoraris de l’associació, conjuntament amb Franz Ficher (director alemany) i Felip Pedrell (musicòleg)
Josep Maria Ballvé morí a Barcelona el febrer de 1921.

## Obres
El repertori compositiu de J.Mª Ballvé està format per música religiosa i de cambra. Es conserven obres seves als fons musicals de la catedral-basílica de Sant Esperit de Terrassa i de la parròquia de Sant Esteve d'Olot.
Compon el Método progresivo para la enseñanza del solfeo i realitza arranjaments per a violí, viola, violoncel, piano i harmonica
Selecció
- Canción de amor, comedia dramática en cuatro actos y un prólogo (1915), text de Lluís Falguera
- Elevación, per a orgue
- Misses: Gran Missa; Misa Matinal (1907), per a cor i orgue («exemplar digitalitzat».); Misa de Réquiem, per a cor i orgue; Misa en honor de S. José de Calasanz (1911), per a cor i orgue; Misses a 1, 2, 3 i 4 veus (1905)
- Motets: Altísimo Señor, a 4 veus; Motete al Corazón de Jesús (1905), per a 4 veus masculines i acompanyament d'orgue («exemplar digitalitzat».); Motete al Santísimo Sacramento (1905), per a 4 veus masculines i orgue («exemplar digitalitzat».); O Sacrum Convivium, per a cor; Salve, Corazón abierto, a 4 veus; Tota pulchra, per a veu i orgue; Verbum Caro (1905), per a cor i orgue («exemplar digitalitzat».)
- Música de cambra: quartet.
- El Príncipe indómito, ó, El milagro de las rosas (1909), comèdia amb text de Lluís Falguera
- Altres: A la Santísima Virgen (1910), per a cor i orgue; A Santa Teresa de Jesús, per a dues veus, cor i orgue («edició bilíngüe catalana-castella, exemplar digitalitzat».); Ave Maria, per a cor i orgue; Bendita sea tu pureza[9] Salve per a duo de tiples i orgue; Caligaverunt, responso 3º para el Viernes Santo, per a veu, orgue i violoncel; Cántico para la Primera Comunión (diálogo entre Jesús y los Ángeles), per a cor amb lletra de Jacint Verdaguer, edició bilíngüe català-castellà; Dios te salve (Ave María), per cor a 2 veus i orgue (1913); Dols cautiveri [meditació per a la Primera Comunió], per a cor i orgue amb lletra de Jacint Verdaguer; Himne a Nostra Senyora de la Bonanova (1900), amb lletra de Jacint Verdaguer; Pange lingua (1910), per a cor i orgue («exemplar digitalitzat».); Rosario (1909), per a cor («exemplar digitalitzat».); Sacris solemnis (1910), per a cor («exemplar digitalitzat».); Salutació angèlica, per a cor i orgue; Salve, per a cor i orgue («interpretació en vídeo».); Sospirs [meditació per a la Primera Comunió], per a cor i orgue; Trisagi (1916)

### Llibres
- Ballvé, José María, profesor de las Escuelas Pías de Barcelona. Método de solfeo teórico práctico. 1ª parte.  Barcelona: Librería de F. Ribalta y Marcelino Giró, 1893. («exemplar digitalitzat».)